# Hriadky
Hriadky – wieś (obec) na Słowacji położona w kraju koszyckim, w powiecie Trebišov. Pierwsze wzmianki o miejscowości pochodzą z 1320 roku. 
Według danych z dnia 31 grudnia 2012 roku, wieś zamieszkiwały 454 osoby, w tym 227 kobiet i 227 mężczyzn.
W 2001 roku pod względem narodowości i przynależności etnicznej 99,8% mieszkańców stanowili Słowacy, a 0,2% Węgrzy.
Ze względu na wyznawaną religię struktura mieszkańców kształtowała się w 2001 roku następująco:
- Katolicy rzymscy – 62,17%
- Grekokatolicy – 27,2%
- Ewangelicy – 1,02%
- Prawosławni – 3,48%
- Ateiści – 1,43%
- Nie podano – 1,23%